# 詹珪
詹珪（1473年—？），字朝章，號容叁，江西饒州府鄱陽縣人，軍籍，明朝政治人物。

## 生平
江西鄉試第十五名舉人。正德十二年（1517年）中式丁丑科會試三百四十名，廷试三甲七十一名進士。吏部观政，授行人司行人，升司副、工部员外郎，嘉靖八年（1529年）升任福建建宁府知府，调兴化府，十三年五月陞貴州按察司副使，致仕。

## 家族
曾祖詹仕冕；祖父詹璧宿；父詹鑑，母徐氏。永感下。兄詹瑨、詹珹。弟詹玠。